# Euthalia eutaenia
Euthalia eutaenia är en fjärilsart som beskrevs av Hans Fruhstorfer 1913. Euthalia eutaenia ingår i släktet Euthalia och familjen praktfjärilar. Inga underarter finns listade i Catalogue of Life.